# Прапор Іслям-Терека
Прапор Іслям-Тереку — офіційний символ селища  Іслям-Тереку (Феодосійського району АРК), затверджений рішенням Кіровської селищної ради № 796 від 17 квітня 2009 року.

## Опис
Прямокутне полотнище із співвідношенням ширини і довжини 2:3, що складається з двох горизонтальних рівношироких смуг — синьої та зеленої, а також червоного клина, який відходить від древка, розділених між собою тонкими жовтими смужками. 